# Dubiaranea distincta
Dubiaranea distincta là một loài nhện trong họ Linyphiidae. Loài này được phát hiện ở Chile.